# Тюдорски стил
Тюдорският стил (на английски: Tudor Style) или Тюдорова готика се нарича последният период от епохата на готическия стил в английската архитектура, който представлява преход от Перпендикулярния готически стил към Ренесанса по време на управлението на династията на Тюдорите (от 1485 г. до 1603 г., или по друго мнение: от 1485-1558 г.).

## Особености
Характерна е архитектурата, която се придържа към късноготическите детайлни форми и само колебливо възприема елементи от Ренесанса; като пример може да се даде Тюдоровата дъга, която представлява по-приплесната форма на готическата островърха дъга. „Типичната“ фасада на Тюдорския стил се характеризира с правоъгълни или многоъгълни фланкиращи кулички (изхождащи от октогон) и еркери, ланцетни прозорци, понякога правоъгълни с кръсточно деление, друг път с Тюдорови дъги, често с назъбени отгоре стени (при дворци, църкви), понякога прекъснати от триъгълни фронтони, понякога прилепени един до друг триъгълни фронтони без назъбена повърхност, както и филигранна коминна архитектура по покривите. Симетрията не играе роля в ранния Тюдорски стил, по-скоро се подчертава асиметрията и разнообразието на отделните участъци на фасадата.
Особено забележителна разновидност на Тюдорския стил е фахверковата архитектура, която изработва по-горе упоменатите форми от дървен материал. Асиметричността на дървената постройка се подчертава чрез различни фахверкови форми на отделните етажи и участъци от фасадата. Тюдорската фахверкова архитектура е характерна за късносредновековната градска архитектура в Англия и може все още да бъде видяна, особено в град Честър.

## Влияние на Тюдорския стил
В по-нататъчното си развитие Тюдорският стил (наричан в английската история на изкуството „Елизабетинска архитектура“, последван от Якобинската архитектура) все по-рядко използва готическите стилистични елементи, в това число и Тюдоровата дъга. Също така фасадите стават все по-симетрични.
Стилови елементи на Тюдорската готика надживяват впоследствие и епохота на бароковата архитектура на Британските острови. Докато строителството в Тюдорски стил продължава през целия 17 век, успоредно с „модерния“ стил на паладианството, то през 18 век в Англия започва да се възражда готическият стил, поради което множество дворци и имения са построени или реконструирани в готически стил на Готическото възраждане.

## Възраждане на Тюдорския стил
По време на историзма в средата на 19-и век ранният Тюдорски стил се възражда в еклектична форма и по-късно се разпространява в бившите британски колонии и в континентална Европа. В този „Неотюдорски стил“ са построени хотели и железопътни гари, както и частни жилищни сгради. На английски език този стил се нарича Tudor revival (Възраждане на Тюдорите) или mock Tudor (Имитация на Тюдорите). Примери за това са дворецът „Фридрихсхоф“ в Кронберг им Таунус, главната железопътна гара във Вроцлав и Курницкият дворец край Познан.
- Дворец „Фридрихсхоф“
- Главната железопътна гара във Вроцлав
- Курницкият дворец в гр. Курник (край град Познан)

## Важни сгради в Тюдорски стил
Тюдорски сгради на Британските острови
- Параклисът на Кралския колеж, Кеймбридж
- Капелата на Хенри VII в Уестминстърското абатство, Лондон
- Дворецът Хемптън Корт, югозападно от Лондон
- Берлин хаус близо до Стамфорд
- Маунт еджкамб близо до Плимут

Неотюдорски постройки в континентална Европа
- Сграда на фондовата борса в Хановер
- Кметството на гр. Пайц (в Бранденбург)
- Кметството на гр. Пасим (построено по времето, когато градът е бил част от Германия), днес Шчитноски окръг в Полша
- Главната железопътна гара на Вроцлав, Долна Силезия, Полша
- Арсеналът в Шверин
- Дворец Нойдек в Горна Силезия (съборен през 1961 г.)
- Дворец „Аниф“ в гр. Аниф
- Дворец „Аурих“ в гр. Аурих
- Дворец Бабелсберг в Потсдам
- Дворец Цецилиенхоф в Потсдам
- Дворец Дернебург край гр. Хилдесхайм
- Дворец Екберг в Дрезден
- Замъкът Фрауенберг в гр. Хлубока над Вълтава (Чехия)
- Замък Фридрихсхоф в гр. Кронберг им Таунус (резиденция на Виктория Сакскобургготска)
- Дворец Хердринген в гр. Арнсберг
- Дворец Ердмансдорф в Силезия
- Дворец Градек-у-Неханиц в област Храдец Кралове
- Дворец Китендорф в Мекленбург
- Курницкият дворец в гр. Курник (край град Познан)
- Дворец Лецинген в Саксония-Анхалт
- Херцогският дворец в Любовиц (Горна Силезия) след преработването му през 1860 г.
- Дворец Мойланд в Северен Рейн-Вестфалия
- Дворец Оберлангенщад в Горна Франкония
- Дворец Райхенов в Бранденбург
- Дворец Шьолехолм край гр. Кунгсбака
- Замък Волфсберг в Каринтия
- Резиденция Компил в Болцано